# Berlinesa

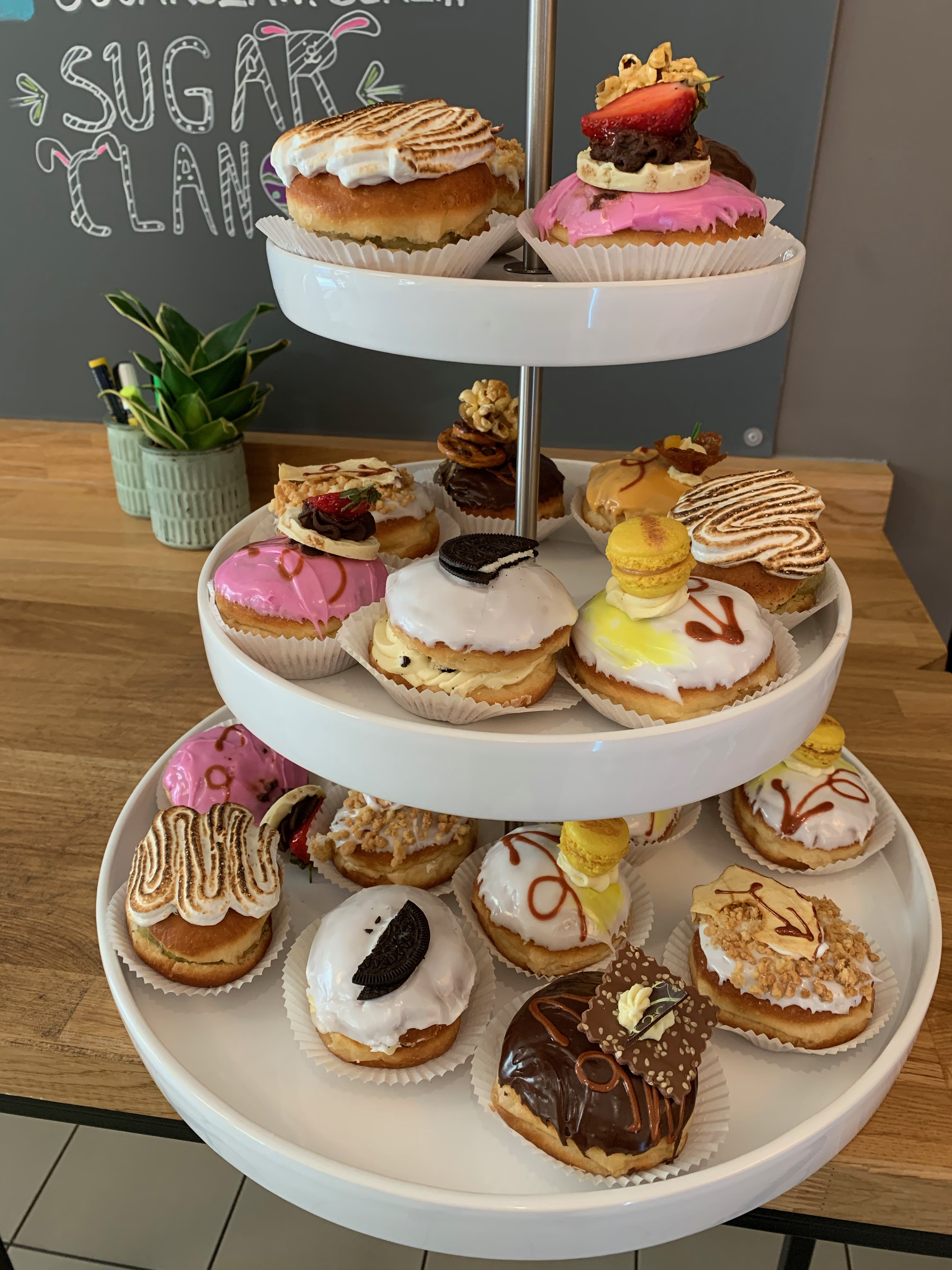
Berlín

Una berlinesa, berlina, berlín, bola de Berlín, boliña, borla de fraile, bollo, bola de fraile, bomba, suspiro de monja, pavita, cremita, berlini o pelona es una preparación en forma esférica de masa dulce frita en grasa o aceite y rellena de mermelada, manjar o algún tipo de crema, similar al profiterol.
Es un dulce tradicional de la repostería de Alemania, Austria y Europa Central, recibiendo en la primera el nombre de Berliner Pfannkuchen, aunque en la actualidad se encuentra presente en otros muchos países como consecuencia de la emigración germana. En el sur de Alemania y Austria también se conoce como Krapfen.Incluso su preparación emigró a Chile donde se ha convertido en una preparación tradicional del país sudamericano y donde también su preparación ha tenido variaciones.
Se elabora con harina, leche, azúcar, manteca, huevo, levadura, esencia de vainilla, ralladura de limón y sal. Luego de frita es espolvoreada con azúcar glas o cubierta con glasa de azúcar. Su masa es muy similar a la de los dónuts, mas a diferencia de éstos es de forma esférica, en tanto que los dónuts lo son de forma toroidal (de anillo).[cita requerida]

## Origen
Este tipo de pastel frito en manteca se conoce en todo el norte de Alemania, aunque puede ser similar, pero elaborado en el horno y posiblemente de forma irregular. Una leyenda popular sobre el Berliner Pfannkuchen, que data del año 1756, menciona que a un pastelero berlinés que quería servir a Federico el Grande como artillero, pero ciertos problemas de salud le dieron como «no apto». No obstante el rey Federico le convirtió en panadero de campaña del regimiento, permitiéndole de esta forma permanecer en él. Él para agradecer esta cortesía inventó los berliner con forma de bola de cañón en honor al rey. Como no poseía hornos al aire libre, en lugar de cocerlos, los freía en sartenes llenas de manteca, de ahí el nombre de Pfannkuchen (pastel a la sartén).

## Denominación
Si bien su origen es alemán, la inmigración germana a América ha logrado introducir este plato dulce en algunos países de Hispanoamérica, a tal punto que se lo considera un bocado recurrente de la cocina local.

### Argentina y Uruguay
En estos países se las suele llamar «bolas de fraile» , además de «berlinesas». El nombre hace alusión a las borlas o nudos del Cordón de San Francisco de los frailes. Según cuenta la historia, en 1887 se creó por iniciativa de los anarquistas italianos Errico Malatesta y Ettore Mattei la llamada Sociedad Cosmopolita de Resistencia y Colocación de Obreros Panaderos en la Ciudad de Buenos Aires. Al año siguiente, panaderos organizados por el anarquista Errico Malatesta decidieron protestar, dejando de trabajar y colocándole nombres irónicos a sus productos de panadería. Esto se debe a que los anarquistas siguen una filosofía política y social que llama a la oposición y abolición del Estado entendido como gobierno y por extensión, de toda autoridad, jerarquía o control social. Es por ello que a finales del siglo XIX, panaderos anarquistas y comunistas se burlaron de diferentes instituciones como la policía, el ejército y la Iglesia Católica, nombrando a sus productos de panadería y repostería con nombres tales como: vigilantes, cañoncitos, bombas, sacramento, bolas de fraile, etc. En ambos países existen variantes rellenas con dulce de leche, dulce de membrillo o crema pastelera. Es un dulce típico argentino y uruguayo a la hora del desayuno, merienda o para acompañar el mate. El nombre genérico de Krapfen fue sustituido por el de facturas argentina y bizcochos en Uruguay.

### Chile

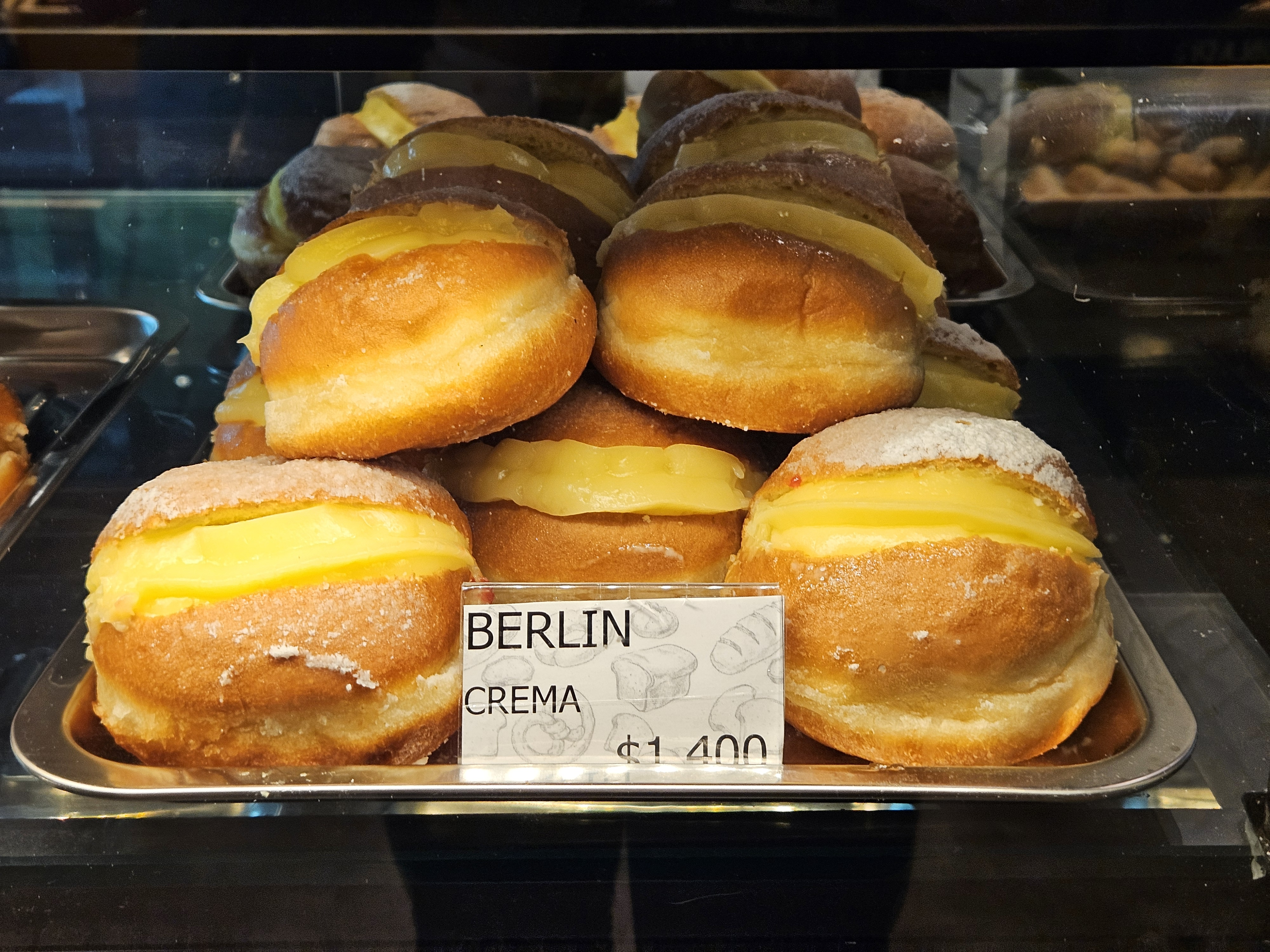
Berlín chileno relleno de crema pastelera

Se les llama «berlín» a raíz de la repostería alemana que fue introducida por los inmigrantes de aquel país en Chile desde mediados del siglo XIX y que rápidamente se fue extendiendo por todo el territorio nacional. Es muy tradicional en el país y suele consumirse durante la hora del té en Chile conocidas como las once o como aperitivo. Su relleno tradicional es la crema pastelera, aunque también se hacen rellenos de manjar o mermelada (que suele ser de membrillo, durazno, damasco o ciruela). Se preparan de dos maneras distintas: fritos y, en menor medida, horneados, y se les agrega azúcar flor en la parte superior.

### Costa Rica
Son conocidas desde el siglo XX como «cremitas», y en menor media como «berlinesas» o «profiteroles». Su popular consumo proviene de la masiva inmigración alemana a inicios de los años 1910, y actualmente se las encuentra principalmente horneadas, rellenas con dulce de leche, crema pastelera, mermelada de guayaba o piña y con frecuencia bañadas en caramelo de azúcar o azúcar glas.

### México
En algunas partes del país se le llaman «pelonas». Son similares a las donas, pero carecen de orificio central y generalmente van rellenas de manjar. Son fritas y pueden o no espolvorearse con azúcar glas, o azúcar.[cita requerida]

### Paraguay
Se les conoce como «bollos». Llegaron a la gastronomía local gracias a los inmigrantes alemanes y son idénticos a los originales. En las ciudades de Areguá y San Bernardino es muy común encontrar vendedores de bollos o «bolleros» por toda la ciudad, los cuales dicen que sus bollos siguen a la perfección la receta alemana, pero con variantes de dulce de leche, dulce de guayaba o crema pastelera. También se encuentran en cualquier supermercado o panadería.[cita requerida]

### Venezuela

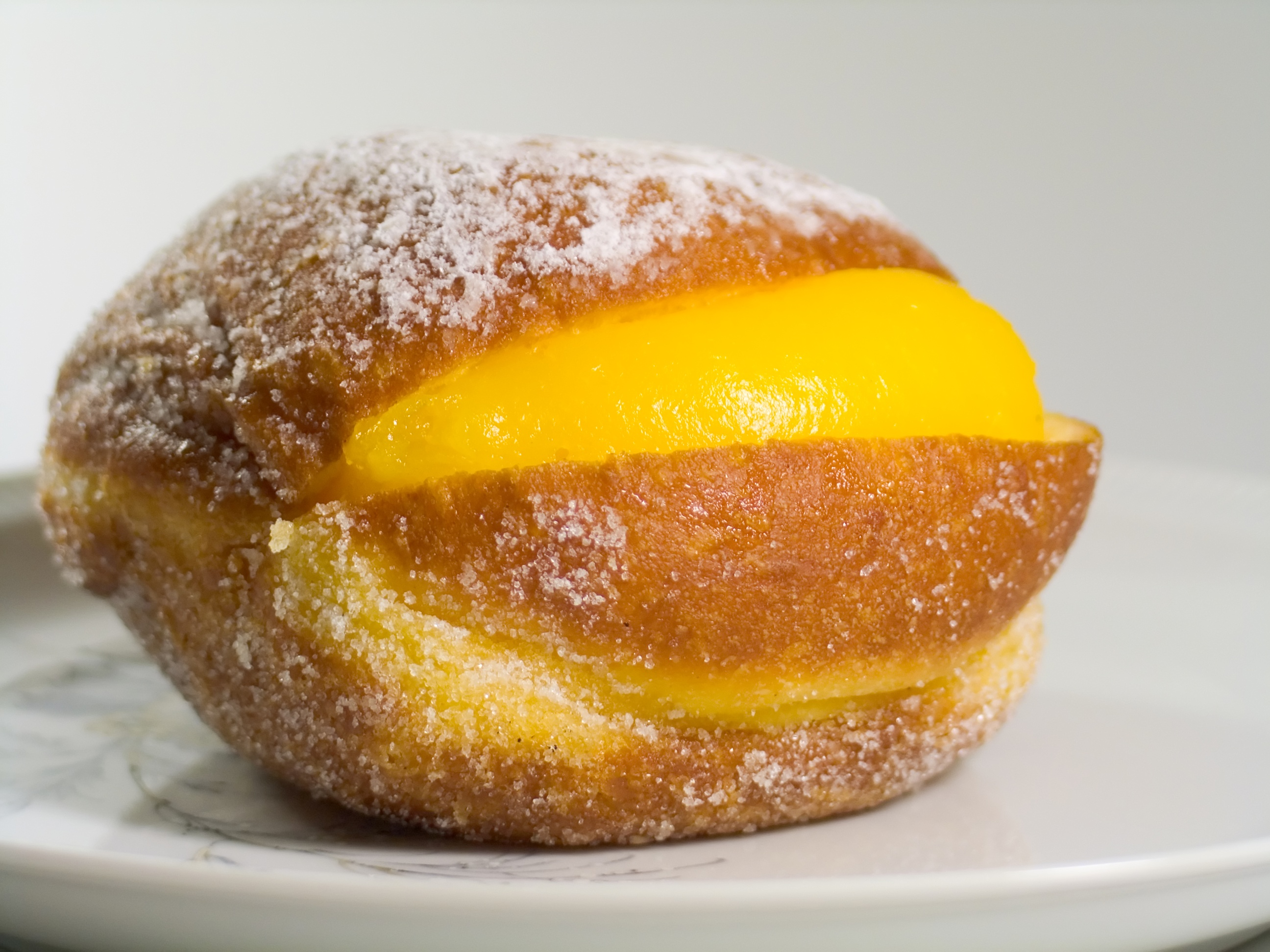
Bola de Berlim portuguesa. Denominada en Venezuela bomba o pavita

Se las conoce con el nombre de «bombas venezolanas» («pavitas» en el estado Lara) y siempre vienen rellenas de crema pastelera y espolvoreadas con azúcar. Cabe destacar que en este país los primeros en darlas a conocer fueron los inmigrantes de Portugal, quienes las elaboran con las referidas características (bola de Berlín.).[cita requerida]